# Regio-S-Bahn di Brema/Bassa Sassonia

Logo della Regio-S-Bahn

La Regio-S-Bahn di Brema/Bassa Sassonia (in tedesco Regio-S-Bahn Bremen/Niedersachsen) è un servizio ferroviario suburbano gestito dalla NordWestBahn (NWB) che serve l'hinterland della città tedesca di Brema.

## Rete
La rete si compone di sei linee, per una lunghezza complessiva di 342 chilometri.
- RS 1 Bremen-Farge - Bremen Hbf - Verden (Aller)
- RS 2 Bremerhaven-Lehe - Bremen Hbf - Twistringen
- RS 3 Bremen Hbf – Hude – Oldenburg (Oldb) (– Wilhelmshaven)
- RS 30 Bremen Hbf – Hude – Oldenburg (Oldb) – Bad Zwischenahn
- RS 4 Bremen Hbf – Hude – Nordenham
- RS 6 Rotenburg (Wümme) – Verden (Aller)